# Himalopsyche japonica
Himalopsyche japonica là một loài Trichoptera trong họ Rhyacophilidae. Chúng phân bố ở miền Cổ bắc.